# Sifiso Hlanti
Sifiso Sandile Hlanti (Durban, 1º maggio 1990) è un calciatore sudafricano, difensore svincolato.

## Palmarès

### Club

#### Competizioni nazionali
- Campionato sudafricano: 1

Bidvest Wits: 2016-2017
- Coppa di Lega sudafricana: 1

Bidvest Wits: 2017